# Timón de dirección

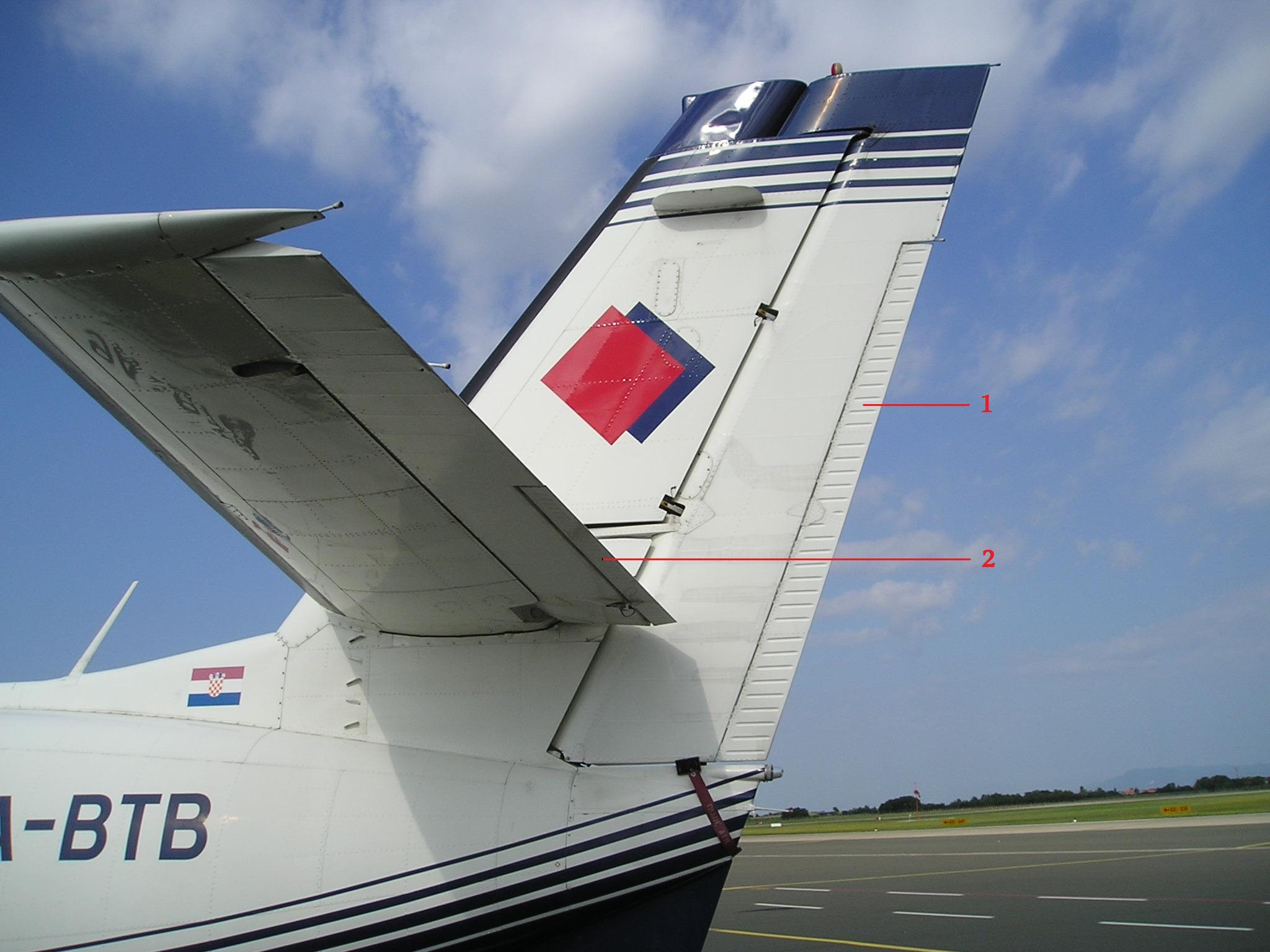
Timón de aeronave comercial (1) Timón de deriva (2) Planos de control horizontal

Un timón (también gobernalle) es un dispositivo utilizado para dirigir un buque, barco, submarino, aerodeslizador o cualquier otro tipo de vehículo que se mueva a través de un fluido (generalmente, el aire o el agua). En una aeronave, el timón se utiliza principalmente para contrarrestar fenómenos aerodinámicos como los virajes involuntarios producidos por los alerones, y el "factor p" o empuje asimétrico, y no se utiliza como control principal para dirigir el avión.
Un timón funciona reorientando el fluido que pasa en torno al casco o fuselaje, transmitiendo así un movimiento de giro a la nave. En su forma básica, un timón es una tabla plana o una lámina de material fijado con bisagras a la popa o la cola de la nave o detrás de ésta. A menudo, los timones se construyen con una forma que reduzca al mínimo la hidrodinámica o resistencia aerodinámica.

## Timones de aeronaves

La maniobra de guiñada se realiza con el timón de dirección.

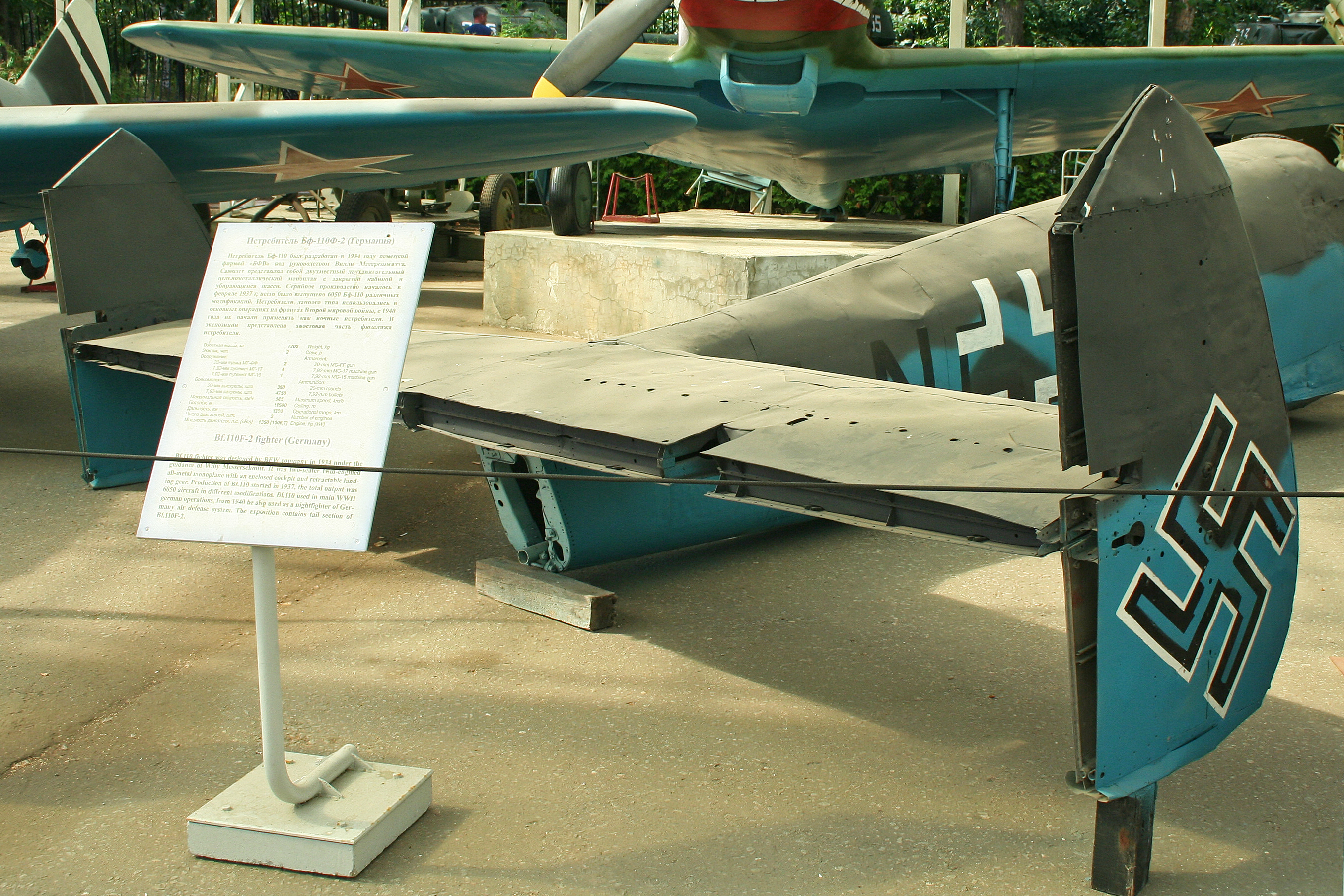
Timón de doble deriva del Messerschmitt Bf110F-2.

En una aeronave, el timón direccional es una superficie de control de la guiñada, del mismo modo que el timón de profundidad (habitualmente dispuesto en la estructura horizontal de la cola, aunque pueden estar dispuestos de forma independiente, denominándose en ese caso estabilizador horizontal) y los alerones (dispuestos en las alas), que controlan respectivamente los movimientos de cabeceo y de alabeo. El timón direccional está habitualmente dispuesto hacia la aleta (o estabilizador vertical), permitiendo al piloto controlar los movimientos de guiñada sobre el eje vertical (es decir, cambiar la dirección horizontal hacia la que apunta el morro del avión). La orientación del timón en la aeronave es controlada por el piloto con el movimiento de dos pedales, algo que lleva haciéndose desde la "Época Dorada" de la aviación. En la época anterior a 1919, el control del timón era habitualmente realizado mediante una "barra de timón" sólida, que habitualmente tenía una pieza con forma de pedal o de estribo en sus extremos para permitir que los pies del piloto estuviesen cerca de la superficie trasera de la barra.
En la práctica, los alerones y el control de timón son usados en conjunción para girar la aeronave: los alerones proporcionando alabeo; el timón, proporcionando guiñada y al mismo tiempo compensando un fenómeno denominado contraguiñada. Un timón direccional, por sí solo, conseguirá girar una aeronave de ala fija, pero mucho más lentamente que si los alerones son empleados en conjunción. El uso simultáneo del timón y de los alerones consigue giros coordinados, en los que el eje longitudinal de la aeronave está alineada con el arco de giro, sin deslizar (defecto de timón) ni derrapar (exceso de timón). Los giros realizados con aplicaciones indebidas de timón a bajas velocidades pueden ocasionar un trompo, que puede resultar muy peligroso a baja altitud.
En ocasiones los pilotos pueden accionar de forma intencional el timón y los alerones en direcciones opuestas, en una maniobra denominada "derrape". Esto puede hacerse para evitar vientos cruzados (perpendiculares a la dirección de la aeronave) y mantener el fuselaje alineado con la pista, o bien para disminuir de forma más rápida la altitud (o ambas). Los pilotos del vuelo 143 de Air Canada emplearon una técnica similar para aterrizar el avión, puesto que estaba demasiado por encima de la senda de descenso.